# Kurt Holzkämper
Kurt Holzkämper (* 14. April 1971 in Sinsheim) ist ein deutscher Jazzmusiker (E-Bass, Kontrabass, Live-Elektronik, Komposition, Klangkunst).

## Biographie
Kurt Holzkämper studierte am Hermann-Zilcher-Konservatorium Würzburg Jazzbass, Musikproduktion und Dipl. Musikpädagogik. Er spielte mit Musikern wie Frank Kimbrough und John King, Johannes Enders, Topo Gioia sowie freie Improvisationen mit Fried Dähn uvm. Konzertreisen nach Russland, die Ukraine, USA und Nicaragua bilden eine Grundlage für sein musikalisches Schaffen. So vereinen sich in seinem Bassspiel Jazz, brasilianische und lateinamerikanische Elemente.
Seit über drei Jahrzehnten bewegt sich Kurt Holzkämper als freischaffender Bassist (Kontrabass / E-Bass) und Klangkünstler in einem Spannungsfeld aus improvisierter Musik, Komposition, Live-Elektronik und interdisziplinären Kunstformen. Sein Spiel auf dem Bass ist dabei stets geprägt von stilistischer Offenheit und Ergebnis eines großen Erfahrungsschatzes im Jazz-, Afro Cuban und Brasil-Bereich. So konnte er mit zahlreichen internationalen Künstler:innen zusammenarbeiten: Frank Kimbrough, John King, Johannes Enders, Topo Gioia, Fried Dähn, Luiz Brasil, Edmundo Carneiro (Brasil), Omar Plasencia, Cuba Nova (Afro Cuban), der Schauspielerin Suzanne von Borsody sowie dem Illustrator Mehrdad Zaeri
Als künstlerischer Leiter und musikalischer Partner war er u. a. an Produktionen mit dem Stuttgarter Ballett, dem Schauspieler Joachim Król oder der lateinamerikanischen Formation Grupo Sal beteiligt. Konzerttourneen und Festivaleinladungen führten ihn in die USA, nach Russland, Bulgarien, Nicaragua und in viele europäische Länder. Diese Vielfalt prägt sein tiefes Klangverständnis.
Sein aktueller Fokus liegt ausgehend vom Ursprungsgedanken des Jazz auf der Verbindung von Musik mit gesellschaftlichen Fragen: Mit dem von ihm gegründeten MonasCollective realisiert er Klangkunst-Projekte und Kompositionen, in denen Biodaten von Moorlandschaften und Umweltprozesse über Sensoren in Echtzeit interpretiert und interdisziplinär in immersive Klangräume übertragen werden. Die Performances entstehen im Austausch mit Wissenschaftler:innen, Licht- und Videokünstler:innen und eröffnen neue Wege des Hörens, des Dialogs mit der Natur und des performativen Ausdrucks. Auf der Expo in Osaka/Japan läuft im Garten der Musik des deutschen Pavillons seine 4-teilige Klanginstallation "Swamp Rhapsody" als Auftragskomposition und Reminiszenz an Karlheinz Stockhausen.
In der praktischen Umsetzung steht der Bass als tragendes und gestaltendes Instrument im Zentrum. Ob im jazzidiomatischen Kontext, in brasilianischer oder afro-kubanischer Musik, in minimalistischer Improvisation oder elektroakustischer Komposition – seine musikalische Sprache ist geerdet, dynamisch und stets dem Moment verpflichtet. Das Spiel mit Zeit, Puls, Form und Intuition bildet die Grundlage für seine künstlerische wie pädagogische Tätigkeit.
Er lehrt an der Hochschule für Musik Würzburg (2006 bis 2023), der Jugendmusikschule Ludwigsburg und der pädagogischen Hochschule Ludwigsburg

## Aktuelle Projekte
- MonasCollective / MoorReaktor
- Ruth Sabadino und Werner Acker Band
- Suzanne Von Borsody, Konzertlesungen zu Heinrich Heine, Frida Kahlo, Peter Paul Althaus
- Pianotopia, gemeinsam mit Chris Geisler (Flügel)
- Die letzten schönen Tage, mit Mehrdad Zaeri (Illustration)
- Trio Azul, mit Anibal Civilotti und Omar Plasencia / Suzanne von Borsody (Schauspielerin)
- Martin Keller Quintett
- Tap-n-bass, gemeinsam mit dem österreichischen Stepptänzer Thomas Marek
- Public Parks, gemeinsam mit Thomas Marek[1]

## Monascollective
MONAS ist ein interdisziplinäres Kollektiv um den Musiker und Klangkünstler Kurt Holzkämper und den Wissenschaftler Prof. Dr. Hubert Wiggering.
Wissenschaft, Klang-, Licht-, und Objektkunst lösen hierbei in performativen und installativen Formaten gegenseitige Impulse aus. Der Name MONAS (altgriechisch: “Einheit”) ist als kleinstes Teil einer größeren Vielheit zu verstehen. Alles hängt mit allem zusammen (Alexander von Humboldt).
Das Kollektiv arbeitet mit endosymbiotischen Prozessen aus Ursprünglichem und Artifiziellem im Grenzbereich unserer Sinneswahrnehmungen. Durch speziell entwickelte Umweltsensoren werden BesucherInnen und die Pflanzenwelt gemeinsam ins künstlerische Ergebnis einbezogen, womit eine neue Perspektive auf unsere anthropozentrische Wahrnehmung der Natur als Gegenüber erlebbar wird. Dazu dient ein neu entwickeltes Environmental Data Instrument (EDI)
Ausstellungen in Deutschland (Caspar David Friedrich Jubiläum 2024 Greifswald, Waldsee/Allgäu, Singen MAC, Klimaarena uvm.), Schweiz (Seleger Moor) und in Japan (Expo Osaka 2025 Deutscher Pavillon)
Aktuelle Mitglieder des Kollektivs: Prof. Dr. Hubert Wiggering (Umweltwissenschaft),  Laurenz Theinert (Visuals), Vincent Wikström (coding),  Martin Stahl (IT design), Phillip Staffa (object art)

## MoorReaktor
Moore sind natürlicherweise ein Speicher für Kohlenstoff. In organischem Material wird Kohlenstoff langfristig gebunden und nicht als treibhausrelevante Kohlenstoffverbindungen (Treibhausgase) in die Atmosphäre freigesetzt. Aber nur ein intaktes Moor erfüllt diese Speicherfunktion und ist daher ein entscheidender Klimafaktor. Kohlenstoff wird in großen Mengen durch Photosynthese der auf dem Moor wachsenden Pflanzen aufgenommen und dann im Torf fixiert. Ändert sich allerdings das Klima oder werden die Moore entwässert, dann ändern sich auch die Stoffkreisläufe der Moore, organisches Material kommt in Kontakt mit Sauerstoff und wird zersetzt. Damit werden Moore Quellen von treibhausrelevanten Kohlenstoffverbindungen wie Kohlendioxid und Methan. Dadurch werden die der Atmosphäre zunächst entnommenen Stoffe bei einer Erwärmung des Klimas und/oder bei einer Entwässerung der Moore wieder in die Atmosphäre zurückgegeben und das vergleichsweise schnell. Der Prozess der Rückwandlung von Moorlandschaften durch Wiedervernässung wird zum Synonym für einen lebensnotwendigen Paradigmenwechsel.
"Der Okzident hat Kultur und Natur getrennt. Dies gilt es wieder zusammen bringen."
Die direkte Einbeziehung der Pflanzenwelt ins künstlerische Arbeiten eröffnet eine hochaktuelle Perspektive auf unsere Wahrnehmung und unseren Umgang mit der Natur, aber auch auf den entstandenen Dualismus aus Natur und Kultur, dem „Ursprünglichen und dem Artifiziellen“.
Kurt Holzkämper orchestriert am Computer mithilfe von speziell entwickelten Sensoren die natürlich vorhandenen elektrischen Impulsschwankungen in den Pflanzenzellen, macht diese Signale hörbar und experimentiert konzeptionell mit Musikern, Tänzern, Schriftstellern oder Schauspielern. So entstehen verzaubernde Klanginstallationen mit den Pflanzen als Hauptakteuren.

## Diskographie (Auswahl)
- 2020 Sustania mit Sebastian Netta, Hans Wanning, Kim Hatton
- 2019 Martin Keller Quintett: Das verrückte Mastodon (HGBS)
- 2018 Pianotopia: Transient - unplugged (mit Chris Geisler)
- 2011 Suzanne von Borsody & Trio Azul: Ich lächelte. Weiter nichts. Und in mir wurde es hell: Suzanne von Borsody liest Frida Kahlo Musik: Trio Azul (sagas.edition)
- 2010 Chris Geisler feat. Johannes Enders Katharsis (Neuklang, mit Bernd Settelmeyer)
- 2008 Ernesto Cardenal, Dietmar Schönherr, Grupo Sal: Canto a la vida (mit Roberto Deimel, Fernando Dias Dosta, Aníbal Civilotti, Roland Geiger, Harald Schneider)[2]
- 2007 Scheerbartiana[3] // Hörbuch
- 2004 Phon B Quartett Von Draußen (DML-Records, mit Harald Schneider, Nicolas Schulze, Bernd Settelmeyer)
- 2003 Dorothee Sölle, Grupo Sal Das Lied der Erde singen – In einer Welt der Gewalt[2]